# 周田镇 (仁化县)
周田镇位于广东省仁化县南面，距仁化县城约15公里，距韶关市区约30公里，东北面与始兴县相临，总面积达289平方公里，辖15个村委会和1个社区居委会，168个村民小组，总人口约2.6万多人。
周田镇的西部是大片红色的石山群，属典型的丹霞地貌，现在是丹霞山世界地质公园的一部分，韶石山景区位于该镇的西南。
周田镇主要的河流有：浈江、黄坑河(漓水)、灵溪河等。

## 行政区划
现辖：
周田社区、谭屋村、麻洋村、新庄村、雷坑村、台滩村、灵溪村、鸡龙村、上坪村、上道村、平甫村、周田村、龙坑村、较坑村、下洞村和瑶溪村。

## 交通
赣韶铁路：丹霞山站

## 相关链接
1. ↑  . 中华人民共和国国家统计局. 2023 （中文（中国大陆））.[]

- 周田政务信息网（页面存档备份，存于）